# Grand incendie de Bourges
Le Grand incendie de Bourges, encore appelé Grand incendie de la Madeleine, est un incendie qui ravage la ville de Bourges, le 22 juillet 1487. Il est si dévastateur pour la ville qu'il marque le début du déclin de la capitale du Berry, qui a beaucoup de mal à s'en remettre.
Parti du quartier Saint-Sulpice, dans l'échoppe d'un menuisier, le feu, attisé par un vent violent, se propage rapidement aux maisons à colombages environnantes et se développe dans tout l'est de la ville, aussi bien dans des quartiers populaires et très peuplés comme Saint-Ambroix, Saint-Bonnet, Saint-Jean-des-champs et Saint-Pierre. Les rues Mirebeaux et le début de la rue Bourbonnoux sont réduites en cendres. Un tiers de la ville est totalement détruit. Les flammes viennent « lécher » les murs de la cathédrale, mais elle ne flambe pas.
Dans ce terrible incendie, les échevins voient leurs archives partir en fumée, car la mairie, située au Prieuré de la Comtale, est également détruite.
Entièrement détruite lors du grand incendie, l'église Saint-Bonnet est rebâtie vers 1510 sur des terrains marécageux, d'après les plans de l'architecte Guillaume Pelvoysin.